# 黃瑜
黄瑜（1426年—1497年），字廷美，號雙槐，廣東香山（今中山市）石岐仁厚里人，祖籍江西筠州（今高安）。

## 生平
曾祖黃教。宣德元年（1426年）出生。幼從父親黃源遠學《孝經》、《論語》等書，後來拜陳宣之為師。景泰七年（1456年）丙子科举人，省試乙榜不就，遂遊太學。屢試甲科不第。成化五年（1469年），授廣東长乐縣知县，有惠政。僉事蕭蒼受賄，為死囚開脫，黃瑜堅持原判，毫不讓步。隨即辭官，居家種有槐樹二株，又蓋一涼亭，吟啸其间，自號双槐老人，学者称双槐先生。優游田里餘二十年，一生置《朱子語類》於臥所，晨起讀誦。弘治十年（1497年）三月二十二日，黃瑜早起，照例掃灑庭內，到了晚上問僕人：“三更否？”僕人報說：“三更矣。”隨即端坐翛然而逝。

## 著作
著有《雙槐歲鈔》十卷、《双槐文集》十卷、《书传旁通》十卷、《应诏六疏事》。

## 家族
有子黃畿，孫黃佐。